# Singin’ with Emmylou 1
Singin’ with Emmylou 1 — сборник песен, записанных различными исполнителями при участии американской певицы Эммилу Харрис, выпущенный австралийским лейблом Raven Records в 2000 году. Компиляция включает 20 дорожек из обширного (в несколько сотен треков) каталога работ певицы в качестве приглашённой вокалистки и охватывает период с 1973 по 1995 год, представляя коллаборации Харрис с такими артистами как Грэм Парсонс, Вилли Нельсон, Джордж Джонс, Стив Гудман, Уэйлон Дженнингс, Винс Гилл, Мэри Кей Плейс, Глен Кэмпбелл, Триша Йервуд, Лайл Ловетт и другими. В 2003 году проект на том же лейбле получил продолжение под названием Singin’ with Emmylou 2, включавшее ещё 20 аналогичных треков.

## Об альбоме
Деятельность в качестве гостевой вокалистки Харрис начала в 1972 году, когда её пригласил к сотрудничеству Грэм Парсонс. На тот момент она являлась не имевшей ясных творческих целей фолк-певицей, а Парсонс — почитаемым в узких кругах пионером кантри-рока. При этом одним из качеств, которым Харрис привлекла артиста, стали её вокальные способности к гармонизации, и под его влиянием она научилась петь гармонии в стилистике The Louvin Brothers. Работая вместе, Парсонс и Харрис были хиппи, исполнявшими кантри — во времена, когда два этих явления ассоциировались с диаметрально противоположными взглядами. С певцом Харрис в результате успела записать три альбома. В 1973 году Парсонс умер от передозировки морфина, так и не добившись широкого признания, и Харрис взялась развивать его начинания самостоятельно, упорно популяризируя музыкальные традиции хиллбилли, когда это считалось не модным. По ходу карьеры она продолжала появляться на пластинках других артистов, приняв участие в рекорд-сессиях сотен самых разных исполнителей, будь то Вилли Нельсон, Midnight Oil, The Chieftans, The Judds, Jason & the Scorchers, Тэмми Уайнетт, Боб Дилан, Бак Оуэнс, Джонни Холлидей, Лайл Ловетт, Little Feat или Роберт Дюваль. Обширный каталог подобных работ в итоге обеспечил Харрис известность как одной из самых плодовитых гостевых вокалисток в современной музыке.
В 1990 году лейбл Reprise Records выпустил диск Duets, включавший коллаборации певицы с другими артистами, а в 2000-м австралийская рекорд-компания Raven Records представила аналогичную подборку под названием Singin’ with Emmylou 1, состоявшую из 20 треков, записанных при участии Харрис в период с 1973 по 1995 год. Автором идеи и составителем компиляции выступил сиднейский рок-журналист Гленн Бейкер, тогда как аннотацию для проекта написал австралийский музыкальный критик Стюарт Коуп (последний среди прочего с иронией отметил в своём тексте, что глядя на каталог гостевых работ Харрис пребывает в депрессии, осознавая, что является, возможно, единственным человеком на планете, с которым вокалистка не пела). В сборник вошли дорожки из альбомов Нельсона, Розанны Кэш, Стива Гудмана, Гая Кларка, Дженн Браун, Уэйлона Дженнингса, Джорджа Джонса и других артистов. Сотрудничество певицы с Парсонсом также было представлено на диске — концертной записью. При этом за исключением номера с Дженнингсом ни одна из включённых в Singin’ with Emmylou 1 дорожек на лонгплеях Харрис ранее не появлялась. В компиляции от Raven Records исполнительница фигурировала в разных ролях: дуэт-партнёрши или бэк-вокалистки; единственной гостьи либо одной из нескольких приглашённых. В этом контексте сам лейбл подчёркивал, что не позиционирует диск как альбом Харрис, однако она является темой сборника. Вместе с тем в музыкальной прессе и литературе данная коллекция в основном фигурирует как релиз певицы и включается в её дискографию.
В 2003 году проект получил продолжение под названием Singin’ with Emmylou 2, также состоявшее из 20 треков. На диск вошли гостевые записи Харрис с такими артистами как Билл Монро, Тэмми Уайнетт, Джонни Кэш, Таня Такер, Альберт Ли, Люсинда Уильямс, Мэри Блэк, Патти Гриффин и другими.

## Рецензии
| Оценки критиков                   | Оценки критиков |
| Источник                          | Оценка          |
| --------------------------------- | --------------- |
| AllMusic                          | [ 1 ]           |
| The Encyclopedia of Popular Music | [ 6 ]           |
| The Age                           | [ 5 ]           |
| The Sydney Morning Herald         | без рейтинга    |
| Goldmine                          | без рейтинга    |

Обозреватель американского портала AllMusic Дейв Томпсон написал, что хотя не все исполнители, представленные на сборнике, обладают самыми громкими именами, связность, которую обеспечивает всем трекам присутствие Харрис, гарантирует, что прослушивание Singin’ with Emmylou 1 пройдёт практически на одном дыхании. Самыми яркими моментами в альбоме критик назвал одни из наименее известных (среди представленных на диске) коллабораций Харрис — записи с группой Pure Prairie League и актрисой Мэри Кей Плейс. В свою очередь рецензент австралийской газеты The Age Ларри Шварц охарактеризовал компиляцию как разноплановую подборку, которая должна порадовать поклонников аккомпанирующей работы Харрис, отметив также, что с учётом «вездесущести» певицы серия Singin’ with Emmylou имеет большой потенциал для пополнения.
По замечанию музыкального критика австралийской газеты The Sydney Morning Herald Брюса Элдера, в теории альбом дуэтов и бэк-вокальных работ Харрис должен быть полон «вкусностей», однако на деле релиз от Raven Records стал демонстрацией расточительности и недостаточной разборчивости певицы в выборе вокальных партнёров, поскольку большая часть компиляции, мягко говоря, заурядна. Тем не менее ярые коллекционеры, по мнению журналиста, всё равно купят релиз, поскольку он полон редкостей. Со своей стороны рецензент американского журнала Goldmine Брюс Сильвестр констатировал, что поскольку Харрис на Singin’ with Emmylou 1 зачастую выступает в качестве бэк-вокалистки, то неизбежно не получает на сборнике особенно заметной роли, однако когда исполнительница все же оказывается в центре внимания, то блистает.

## Трек-лист
| №                   | Название                                 | Автор(ы)                                      | Артист                           | Длительность |
| ------------------- | ---------------------------------------- | --------------------------------------------- | -------------------------------- | ------------ |
| 1.                  | «Angel Eyes (Angel Eyes)»                | Родни Кроуэлл                                 | Вилли Нельсон и Эммилу Харрис    | 2:45         |
| 2.                  | «Only The Heart May Know»                | Дэн Фогельберг                                | Дэн Фогельберг c Эммилу Харрис   | 4:08         |
| 3.                  | «That's All It Took» (Live)              | Даррелл Эдвардс, Шарлотт Грайер, Джордж Джонс | Gram Parsons & The Fallen Angels | 2:45         |
| 4.                  | «What Could Have Been»                   | Бет Нильсен Чапман                            | Кэти Маттеа                      | 3:45         |
| 5.                  | «Oh Carolina»                            | Рэнди Олбрайт, Джим Эллиотт, Марк Сандерс     | Винс Гилл                        | 3:17         |
| 6.                  | «Here We Are»                            | Родни Кроуэлл                                 | Джордж Джонс и Эммилу Харрис     | 2:50         |
| 7.                  | «Woman Walk The Line»                    | Эммилу Харрис, Пол Кеннерли                   | Триша Йервуд                     | 4:31         |
| 8.                  | «Walk Through The Bottomland»            | Лайл Ловетт                                   | Лайл Ловетт                      | 4:11         |
| 9.                  | «You Are»                                | Бекки Хоббс, Дон Лондон                       | Глен Кэмпбелл                    | 2:33         |
| 10.                 | «Spanish Johnny»                         | Пол Сибел                                     | Уэйлон Дженнингс и Эммилу Харрис | 3:50         |
| 11.                 | «Mexican Wind»                           | Дженн Браун, Пэт Галлахер, Роджер Стебнер     | Дженн Браун                      | 3:52         |
| 12.                 | «Anyhow, I Love You»                     | Гай Кларк                                     | Гай Кларк                        | 3:51         |
| 13.                 | «Just Like You»                          | Джон Рэндалл Стюарт                           | Джон Рэндалл                     | 3:37         |
| 14.                 | «Nobody's»                               | Джи Уайт                                      | David Bromberg Band              | 4:58         |
| 15.                 | «Just Can't Believe It»                  | Майк Райли, Ларри Госхорн                     | Pure Prairie League              | 2:19         |
| 16.                 | «Rachel»                                 | Родни Кроуэлл                                 | Гэри Стюарт                      | 3:36         |
| 17.                 | «Our Baby's Gone»                        | Херб Педерсен                                 | Херб Педерсен                    | 2:48         |
| 18.                 | «Hometown Blues»                         | Том Петти                                     | Розанна Кэш                      | 2:55         |
| 19.                 | «Streets of This Town (Ode To Fernwood)» | Пол Грейди                                    | Мэри Кей Плейс                   | 2:58         |
| 20.                 | «Fourteen Days»                          | Стив Гудман                                   | Стив Гудман                      | 4:11         |
| Общая длительность: | Общая длительность:                      | Общая длительность:                           | Общая длительность:              | 1:09:40      |

## Полезные ссылки
- «Just Can't Believe It» (Pure Prairie League) на YouTube
- «Streets of This Town (Ode to Fernwood)» (Мэри Кей Плейс) на YouTube
- «Fourteen Days» (Стив Гудман) на YouTube
- «Angel Eyes» (Вилли Нельсон) на YouTube

## Комментарии
1. ↑  Образ длинноволосых хиппи в США 1960-х — первой половины 1970-х годов был атрибутом молодёжной контркультуры, которая также ассоциировалась с рок-музыкой, идеями свободной любви, либерализма и социальной революции, тогда как музыка кантри служила противовесом контркультуре — атрибутом «молчаливого большинства», консерватизма, противодействия социальным переменам и поиска надежды и опоры в прошлом[3].
2. ↑  В книгах The Encyclopedia of Popular Music[6], The New Generation of Country Music Stars[7], International Who’s Who in Popular Music[8] и на портале AllMusic[1] альбом фигурирует как часть дискографии Харрис. Издания Goldmine[2] и The Age[5] также рецензировали его как сборник Харрис. В то же время лейбл Raven Records[1] и обозреватель The Sydney Morning Herald[9] классифицировали его как релиз различных исполнителей.